# Thelyphonoides panayensis
Genre
Espèce
Thelyphonoides panayensis, unique représentant du genre Thelyphonoides, est une espèce d'uropyges de la famille des Thelyphonidae.

## Distribution
Cette espèce est endémique de Panay aux Philippines,.

## Description
Les mâles mesurent de 41 à 47 mm et la femelle 44 mm.

## Étymologie
Son nom d'espèce, composé de panay et du suffixe latin -ensis, « qui vit dans, qui habite », lui a été donné en référence au lieu de sa découverte.

## Publication originale
- Krehenwinkel, Curio, Tacud & Haupt 2009  : On Thelyphonoides panayensis gen. et sp.n. (Arachnida: Uropygi: Thelyphonidae), a new genus and a new species of whip scorpions from Panay Island (Philippines). Arthropoda Selecta, vol. 18, no 3/4, p. 139-143 (texte intégral).